# E3 Saxo Classic 2024
E3 Saxo Classic 2024 var den 66:e upplagan av det belgiska cykelloppet E3 Saxo Bank Classic. Tävlingen avgjordes den 22 mars 2024 med både start och målgång i Harelbeke. Loppet var en del av UCI World Tour 2024 och vanns av nederländske Mathieu van der Poel från cykelstallet Alpecin–Deceuninck.

## Deltagande lag
| WorldTeams (18)- Alpecin-Deceuninck - Arkéa-B&B Hotels - Astana Qazaqstan Team - Bahrain Victorious - Cofidis - Decathlon-AG2R La Mondiale - EF Education-EasyPost - Team dsm-firmenich PostNL - Lidl-Trek - Soudal Quick-Step - Intermarché-Wanty - UAE Team Emirates - Ineos Grenadiers - Team Visma \| Lease a Bike - Team Jayco AlUla - Movistar Team - Bora-Hansgrohe - Groupama-FDJ ProTeams (7)- Israel-Premier Tech - Lotto Dstny - Team Flanders-Baloise - Uno-X Mobility - Q36.5 Pro Cycling Team - Bingoal WB - Tudor Pro Cycling Team |
| |

## Resultat
| \| Totaltävlingen \| Totaltävlingen \| Totaltävlingen \| Totaltävlingen \| Totaltävlingen \| \| Cyklist \| Cyklist \| Lag \| Tid \| \| \| -------------- \| -------------------- \| -------------------------- \| -------------- \| -------------- \| \| 1. \| Mathieu van der Poel \| Alpecin-Deceuninck \| 4t 39' 39" \| \| \| 2. \| Jasper Stuyven \| Lidl-Trek \| + 1' 31" \| \| \| 3. \| Wout van Aert \| Team Visma \\| Lease a Bike \| + 1' 34" \| \| \| 4. \| Tim Wellens \| UAE Team Emirates \| + 1' 48" \| \| \| 5. \| Matteo Jorgenson \| Team Visma \\| Lease a Bike \| + 1' 50" \| \| \| 6. \| Jhonatan Narváez \| Ineos Grenadiers \| + 1' 52" \| \| \| 7. \| Nils Politt \| UAE Team Emirates \| + 2' 48" \| \| \| 8. \| Toms Skujiņš \| Lidl-Trek \| + 2' 48" \| \| \| 9. \| Vincenzo Albanese \| Arkéa-B&B Hotels \| + 2' 48" \| \| \| 10. \| Alex Kirsch \| Lidl-Trek \| + 2' 48" \| \| |                      |                            |            |
| |                      |                            |            |
| Källa: ProCyclingStats |                      |                            |            |
| Totaltävlingen |                      |                            |            |
| Cyklist | Cyklist              | Lag                        | Tid        |
| 1. | Mathieu van der Poel | Alpecin-Deceuninck         | 4t 39' 39" |
| 2. | Jasper Stuyven       | Lidl-Trek                  | + 1' 31"   |
| 3. | Wout van Aert        | Team Visma \| Lease a Bike | + 1' 34"   |
| 4. | Tim Wellens          | UAE Team Emirates          | + 1' 48"   |
| 5. | Matteo Jorgenson     | Team Visma \| Lease a Bike | + 1' 50"   |
| 6. | Jhonatan Narváez     | Ineos Grenadiers           | + 1' 52"   |
| 7. | Nils Politt          | UAE Team Emirates          | + 2' 48"   |
| 8. | Toms Skujiņš         | Lidl-Trek                  | + 2' 48"   |
| 9. | Vincenzo Albanese    | Arkéa-B&B Hotels           | + 2' 48"   |
| 10. | Alex Kirsch          | Lidl-Trek                  | + 2' 48"   |

## Startlista
| Team Visma \| Lease a Bike TVL | Team Visma \| Lease a Bike TVL    | Team Visma \| Lease a Bike TVL |
| ------------------------------ | --------------------------------- | ------------------------------ |
| #                              | Cyklist                           | Placering                      |
| 1                              | Wout van Aert (BEL)               | 3.                             |
| 2                              | Per Strand Hagenes (NOR)          | DNF                            |
| 3                              | Tiesj Benoot (BEL)                | DNF                            |
| 4                              | Matteo Jorgenson (USA)            | 5.                             |
| 5                              | Edoardo Affini (ITA)              | DNF                            |
| 6                              | Jan Tratnik (SLO)                 | 33.                            |
| 7                              | Dylan van Baarle (NED) (landsväg) | 89.                            |

| Alpecin-Deceuninck ADC | Alpecin-Deceuninck ADC                | Alpecin-Deceuninck ADC |
| ---------------------- | ------------------------------------- | ---------------------- |
| #                      | Cyklist                               | Placering              |
| 11                     | Mathieu van der Poel (NED) (landsväg) | 1.                     |
| 12                     | Senne Leysen (BEL)                    | 113.                   |
| 13                     | Juri Hollmann (GER)                   | 103.                   |
| 14                     | Søren Kragh Andersen (DEN)            | 37.                    |
| 15                     | Xandro Meurisse (BEL)                 | 77.                    |
| 16                     | Oscar Riesebeek (NED)                 | 96.                    |
| 17                     | Maurice Ballerstedt (GER)             | 110.                   |

| Intermarché-Wanty IWA | Intermarché-Wanty IWA  | Intermarché-Wanty IWA |
| --------------------- | ---------------------- | --------------------- |
| #                     | Cyklist                | Placering             |
| 21                    | Biniam Girmay (ERI)    | 19.                   |
| 22                    | Vito Braet (BEL)       | 35.                   |
| 23                    | Dries De Pooter (BEL)  | 66.                   |
| 24                    | Gijs Van Hoecke (BEL)  | DNF                   |
| 25                    | Hugo Page (FRA)        | 84.                   |
| 26                    | Dion Smith (NZL)       | 112.                  |
| 27                    | Georg Zimmermann (GER) | 63.                   |

| Soudal Quick-Step SOQ | Soudal Quick-Step SOQ    | Soudal Quick-Step SOQ |
| --------------------- | ------------------------ | --------------------- |
| #                     | Cyklist                  | Placering             |
| 31                    | Julian Alaphilippe (FRA) | 50.                   |
| 32                    | Kasper Asgreen (DEN)     | 78.                   |
| 33                    | Jordi Warlop (BEL)       | 106.                  |
| 34                    | Yves Lampaert (BEL)      | 29.                   |
| 35                    | Gianni Moscon (ITA)      | DNF                   |
| 36                    | Casper Pedersen (DEN)    | 88.                   |
| 37                    | Pepijn Reinderink (NED)  | 118.                  |

| Arkéa-B&B Hotels ARK | Arkéa-B&B Hotels ARK    | Arkéa-B&B Hotels ARK |
| -------------------- | ----------------------- | -------------------- |
| #                    | Cyklist                 | Placering            |
| 41                   | Luca Mozzato (ITA)      | 22.                  |
| 42                   | Vincenzo Albanese (ITA) | 9.                   |
| 43                   | Donavan Grondin (FRA)   | DNF                  |
| 44                   | Mathis Le Berre (FRA)   | 43.                  |
| 45                   | Alan Riou (FRA)         | 108.                 |
| 46                   | Łukasz Owsian (POL)     | DNF                  |
| 47                   | Miles Scotson (AUS)     | 114.                 |

| Astana Qazaqstan Team AST | Astana Qazaqstan Team AST         | Astana Qazaqstan Team AST |
| ------------------------- | --------------------------------- | ------------------------- |
| #                         | Cyklist                           | Placering                 |
| 51                        | Gleb Brussenskiy (KAZ) (landsväg) | 20.                       |
| 52                        | Yevgeniy Fedorov (KAZ)            | 65.                       |
| 53                        | Michele Gazzoli (ITA)             | DNF                       |
| 54                        | Yevgeniy Gidich (KAZ)             | DNF                       |
| 55                        | Rüdiger Selig (GER)               | DNF                       |
| 56                        | Max Kanter (GER)                  | 107.                      |
| 57                        | Gleb Siritsa                      | 53.                       |

| Bahrain Victorious TBV | Bahrain Victorious TBV       | Bahrain Victorious TBV |
| ---------------------- | ---------------------------- | ---------------------- |
| #                      | Cyklist                      | Placering              |
| 61                     | Matej Mohorič (SLO)          | 15.                    |
| 62                     | Alberto Bruttomesso (ITA)    | 92.                    |
| 63                     | Fran Miholjević (CRO)        | DNF                    |
| 64                     | Andrea Pasqualon (ITA)       | 56.                    |
| 65                     | Cameron Scott (AUS)          | DNF                    |
| 66                     | Łukasz Wiśniowski (POL)      | DNF                    |
| 67                     | Fred Wright (GBR) (landsväg) | 21.                    |

| Bora-Hansgrohe BOH | Bora-Hansgrohe BOH     | Bora-Hansgrohe BOH |
| ------------------ | ---------------------- | ------------------ |
| #                  | Cyklist                | Placering          |
| 71                 | Danny van Poppel (NED) | DNF                |
| 72                 | Emil Herzog (GER)      | 49.                |
| 73                 | Nico Denz (GER)        | 46.                |
| 74                 | Luis-Joe Lührs (GER)   | 98.                |
| 75                 | Filip Maciejuk (POL)   | DNF                |
| 76                 | Ryan Mullen (IRL)      | DNF                |
| 77                 | Marco Haller (AUT)     | 27.                |

| Cofidis COF | Cofidis COF                | Cofidis COF |
| ----------- | -------------------------- | ----------- |
| #           | Cyklist                    | Placering   |
| 81          | Aimé De Gendt (BEL)        | 83.         |
| 82          | Alexis Gougeard (FRA)      | DNF         |
| 83          | Nolann Mahoudo (FRA)       | DNF         |
| 84          | Christophe Noppe (BEL)     | DNF         |
| 85          | Alexis Renard (FRA)        | 54.         |
| 86          | Nicolas Debeaumarché (FRA) | DNF         |
| 87          | Axel Zingle (FRA)          | DNF         |

| Decathlon-AG2R La Mondiale DAT | Decathlon-AG2R La Mondiale DAT | Decathlon-AG2R La Mondiale DAT |
| ------------------------------ | ------------------------------ | ------------------------------ |
| #                              | Cyklist                        | Placering                      |
| 91                             | Oliver Naesen (BEL)            | 26.                            |
| 92                             | Edvald Boasson Hagen (NOR)     | 100.                           |
| 93                             | Dries De Bondt (BEL)           | 60.                            |
| 94                             | Sander De Pestel (BEL)         | 18.                            |
| 95                             | Jordan Labrosse (FRA)          | DNF                            |
| 96                             | Valentin Retailleau (FRA)      | DNF                            |
| 97                             | Bastien Tronchon (FRA)         | 67.                            |

| EF Education-EasyPost EFE | EF Education-EasyPost EFE | EF Education-EasyPost EFE |
| ------------------------- | ------------------------- | ------------------------- |
| #                         | Cyklist                   | Placering                 |
| 101                       | Alberto Bettiol (ITA)     | DNF                       |
| 102                       | Stefan Bissegger (SUI)    | 95.                       |
| 103                       | Owain Doull (GBR)         | DNF                       |
| 104                       | Yuhi Todome (JPN)         | DNF                       |
| 105                       | Jack Rootkin-Gray (GBR)   | DNF                       |
| 106                       | Jonas Rutsch (GER)        | 57.                       |
| 107                       | Michael Valgren (DEN)     | 74.                       |

| Groupama-FDJ GFC | Groupama-FDJ GFC                  | Groupama-FDJ GFC |
| ---------------- | --------------------------------- | ---------------- |
| #                | Cyklist                           | Placering        |
| 111              | Stefan Küng (SUI)                 | 16.              |
| 112              | Lewis Askey (GBR)                 | 39.              |
| 113              | Sven Erik Bystrøm (NOR)           | DNF              |
| 114              | Olivier Le Gac (FRA)              | 40.              |
| 115              | Fabian Lienhard (SUI)             | 81.              |
| 116              | Valentin Madouas (FRA) (landsväg) | 44.              |
| 117              | Clément Russo (FRA)               | DNF              |

| Ineos Grenadiers IGD | Ineos Grenadiers IGD              | Ineos Grenadiers IGD |
| -------------------- | --------------------------------- | -------------------- |
| #                    | Cyklist                           | Placering            |
| 121                  | Ben Turner (GBR)                  | 82.                  |
| 122                  | Jhonatan Narváez (ECU) (landsväg) | 6.                   |
| 123                  | Luke Rowe (GBR)                   | DNF                  |
| 124                  | Magnus Sheffield (USA)            | 36.                  |
| 125                  | Ben Swift (GBR)                   | 94.                  |
| 126                  | Connor Swift (GBR)                | 42.                  |
| 127                  | Elia Viviani (ITA)                | DNF                  |

| Lidl-Trek LTK | Lidl-Trek LTK                  | Lidl-Trek LTK |
| ------------- | ------------------------------ | ------------- |
| #             | Cyklist                        | Placering     |
| 131           | Mads Pedersen (DEN)            | 11.           |
| 132           | Ryan Gibbons (RSA) (landsväg)  | 111.          |
| 133           | Alex Kirsch (LUX) (landsväg)   | 10.           |
| 134           | Jasper Stuyven (BEL)           | 2.            |
| 135           | Mathias Vacek (CZE) (landsväg) | 68.           |
| 136           | Otto Vergaerde (BEL)           | DNF           |
| 137           | Toms Skujiņš (LAT)             | 8.            |

| Movistar Team MOV | Movistar Team MOV             | Movistar Team MOV |
| ----------------- | ----------------------------- | ----------------- |
| #                 | Cyklist                       | Placering         |
| 141               | Oier Lazkano (ESP) (landsväg) | 14.               |
| 142               | Carlos Canal (ESP)            | 91.               |
| 143               | Rémi Cavagna (FRA)            | 48.               |
| 144               | Johan Jacobs (SUI)            | 34.               |
| 145               | Mathias Norsgaard (DEN)       | 87.               |
| 146               | Lorenzo Milesi (ITA)          | 45.               |
| 147               | Iván Romeo (ESP)              | DNF               |

| Team dsm-firmenich PostNL DFP | Team dsm-firmenich PostNL DFP | Team dsm-firmenich PostNL DFP |
| ----------------------------- | ----------------------------- | ----------------------------- |
| #                             | Cyklist                       | Placering                     |
| 151                           | Patrick Eddy (AUS)            | 102.                          |
| 152                           | Alexander Edmondson (AUS)     | DNF                           |
| 153                           | Enzo Leijnse (NED)            | DNF                           |
| 154                           | Niklas Märkl (GER)            | 51.                           |
| 155                           | Tobias Lund Andresen (DEN)    | DNF                           |
| 156                           | Timo Roosen (NED)             | DNF                           |
| 157                           | Julius van den Berg (NED)     | DNF                           |

| Team Jayco AlUla JAY | Team Jayco AlUla JAY        | Team Jayco AlUla JAY |
| -------------------- | --------------------------- | -------------------- |
| #                    | Cyklist                     | Placering            |
| 161                  | Michael Matthews (AUS)      | DNF                  |
| 162                  | Luke Durbridge (AUS)        | 73.                  |
| 163                  | Max Walscheid (GER)         | 55.                  |
| 164                  | Amund Grøndahl Jansen (NOR) | DNF                  |
| 165                  | Kelland O'Brien (AUS)       | 71.                  |
| 166                  | Blake Quick (AUS)           | DNF                  |
| 167                  | Elmar Reinders (NED)        | 105.                 |

| UAE Team Emirates UAD | UAE Team Emirates UAD         | UAE Team Emirates UAD |
| --------------------- | ----------------------------- | --------------------- |
| #                     | Cyklist                       | Placering             |
| 171                   | Tim Wellens (BEL)             | 4.                    |
| 172                   | Ivo Oliveira (POR) (landsväg) | 79.                   |
| 173                   | Mikkel Bjerg (DEN)            | 31.                   |
| 174                   | António Morgado (POR)         | 75.                   |
| 175                   | Marc Hirschi (SUI) (landsväg) | DNF                   |
| 176                   | Nils Politt (GER)             | 7.                    |
| 177                   | Michael Vink (NZL)            | DNF                   |

| Lotto Dstny LTD | Lotto Dstny LTD          | Lotto Dstny LTD |
| --------------- | ------------------------ | --------------- |
| #               | Cyklist                  | Placering       |
| 181             | Arnaud De Lie (BEL)      | 52.             |
| 182             | Victor Campenaerts (BEL) | 41.             |
| 183             | Jasper De Buyst (BEL)    | 86.             |
| 184             | Pascal Eenkhoorn (NED)   | 85.             |
| 185             | Jacopo Guarnieri (ITA)   | DNF             |
| 186             | Sébastien Grignard (BEL) | 76.             |
| 187             | Brent Van Moer (BEL)     | 13.             |

| Israel-Premier Tech IPT | Israel-Premier Tech IPT | Israel-Premier Tech IPT |
| ----------------------- | ----------------------- | ----------------------- |
| #                       | Cyklist                 | Placering               |
| 191                     | Jakob Fuglsang (DEN)    | DNF                     |
| 192                     | Guillaume Boivin (CAN)  | DNF                     |
| 193                     | Hugo Houle (CAN)        | 80.                     |
| 194                     | Krists Neilands (LAT)   | 17.                     |
| 195                     | Riley Sheehan (USA)     | 23.                     |
| 196                     | Nadav Raisberg (ISR)    | 64.                     |
| 197                     | Tom Van Asbroeck (BEL)  | 25.                     |

| Q36.5 Pro Cycling Team Q36 | Q36.5 Pro Cycling Team Q36 | Q36.5 Pro Cycling Team Q36 |
| -------------------------- | -------------------------- | -------------------------- |
| #                          | Cyklist                    | Placering                  |
| 201                        | Fabio Christen (SUI)       | 59.                        |
| 202                        | Tobias Ludvigsson (SWE)    | 93.                        |
| 203                        | Kamil Małecki (POL)        | 62.                        |
| 204                        | Nicolò Parisini (ITA)      | 30.                        |
| 205                        | Jannik Steimle (GER)       | 47.                        |
| 206                        | Cyrus Monk (AUS)           | DNF                        |
| 207                        | Szymon Sajnok (POL)        | DNF                        |

| Tudor Pro Cycling Team TUD | Tudor Pro Cycling Team TUD     | Tudor Pro Cycling Team TUD |
| -------------------------- | ------------------------------ | -------------------------- |
| #                          | Cyklist                        | Placering                  |
| 211                        | Matteo Trentin (ITA)           | 24.                        |
| 212                        | Alexander Krieger (GER)        | DNF                        |
| 213                        | Nils Brun (SUI)                | 109.                       |
| 214                        | Sebastian Kolze Changizi (DEN) | 117.                       |
| 215                        | Jacob Eriksson (SWE)           | 116.                       |
| 216                        | Marius Mayrhofer (GER)         | 32.                        |
| 217                        | Rick Pluimers (NED)            | 70.                        |

| Uno-X Mobility UXM | Uno-X Mobility UXM         | Uno-X Mobility UXM |
| ------------------ | -------------------------- | ------------------ |
| #                  | Cyklist                    | Placering          |
| 221                | Rasmus Fossum Tiller (NOR) | 38.                |
| 222                | Jonas Abrahamsen (NOR)     | 12.                |
| 223                | Louis Bendixen (DEN)       | DNF                |
| 224                | Markus Hoelgaard (NOR)     | 28.                |
| 225                | Niklas Larsen (DEN)        | DNF                |
| 226                | William Blume Levy (DEN)   | 61.                |
| 227                | Rasmus Bøgh Wallin (DEN)   | DNF                |

| Team Flanders-Baloise TFB | Team Flanders-Baloise TFB | Team Flanders-Baloise TFB |
| ------------------------- | ------------------------- | ------------------------- |
| #                         | Cyklist                   | Placering                 |
| 231                       | Kamiel Bonneu (BEL)       | 115.                      |
| 232                       | Toon Clynhens (BEL)       | DNF                       |
| 233                       | Lars Craps (BEL)          | 101.                      |
| 234                       | Jasper Dejaegher (BEL)    | DNF                       |
| 235                       | Elias Maris (BEL)         | 90.                       |
| 236                       | Dylan Vandenstorme (BEL)  | 104.                      |
| 237                       | Victor Vercouillie (BEL)  | DNF                       |

| Bingoal WB BWB | Bingoal WB BWB            | Bingoal WB BWB |
| -------------- | ------------------------- | -------------- |
| #              | Cyklist                   | Placering      |
| 241            | Luca Van Boven (BEL)      | 72.            |
| 242            | Ceriel Desal (BEL)        | 58.            |
| 243            | Luca De Meester (BEL)     | 97.            |
| 244            | Aaron Van Der Beken (BEL) | 69.            |
| 245            | Jelle Vermoote (BEL)      | DNF            |
| 246            | Kenneth Van Rooy (BEL)    | 99.            |
| 247            | Dimitri Peyskens (BEL)    | DNF            |

| Team Visma \| Lease a Bike TVL | Team Visma \| Lease a Bike TVL    | Team Visma \| Lease a Bike TVL |
| ------------------------------ | --------------------------------- | ------------------------------ |
| #                              | Cyklist                           | Placering                      |
| 1                              | Wout van Aert (BEL)               | 3.                             |
| 2                              | Per Strand Hagenes (NOR)          | DNF                            |
| 3                              | Tiesj Benoot (BEL)                | DNF                            |
| 4                              | Matteo Jorgenson (USA)            | 5.                             |
| 5                              | Edoardo Affini (ITA)              | DNF                            |
| 6                              | Jan Tratnik (SLO)                 | 33.                            |
| 7                              | Dylan van Baarle (NED) (landsväg) | 89.                            |

| Alpecin-Deceuninck ADC | Alpecin-Deceuninck ADC                | Alpecin-Deceuninck ADC |
| ---------------------- | ------------------------------------- | ---------------------- |
| #                      | Cyklist                               | Placering              |
| 11                     | Mathieu van der Poel (NED) (landsväg) | 1.                     |
| 12                     | Senne Leysen (BEL)                    | 113.                   |
| 13                     | Juri Hollmann (GER)                   | 103.                   |
| 14                     | Søren Kragh Andersen (DEN)            | 37.                    |
| 15                     | Xandro Meurisse (BEL)                 | 77.                    |
| 16                     | Oscar Riesebeek (NED)                 | 96.                    |
| 17                     | Maurice Ballerstedt (GER)             | 110.                   |

| Intermarché-Wanty IWA | Intermarché-Wanty IWA  | Intermarché-Wanty IWA |
| --------------------- | ---------------------- | --------------------- |
| #                     | Cyklist                | Placering             |
| 21                    | Biniam Girmay (ERI)    | 19.                   |
| 22                    | Vito Braet (BEL)       | 35.                   |
| 23                    | Dries De Pooter (BEL)  | 66.                   |
| 24                    | Gijs Van Hoecke (BEL)  | DNF                   |
| 25                    | Hugo Page (FRA)        | 84.                   |
| 26                    | Dion Smith (NZL)       | 112.                  |
| 27                    | Georg Zimmermann (GER) | 63.                   |

| Soudal Quick-Step SOQ | Soudal Quick-Step SOQ    | Soudal Quick-Step SOQ |
| --------------------- | ------------------------ | --------------------- |
| #                     | Cyklist                  | Placering             |
| 31                    | Julian Alaphilippe (FRA) | 50.                   |
| 32                    | Kasper Asgreen (DEN)     | 78.                   |
| 33                    | Jordi Warlop (BEL)       | 106.                  |
| 34                    | Yves Lampaert (BEL)      | 29.                   |
| 35                    | Gianni Moscon (ITA)      | DNF                   |
| 36                    | Casper Pedersen (DEN)    | 88.                   |
| 37                    | Pepijn Reinderink (NED)  | 118.                  |

| Arkéa-B&B Hotels ARK | Arkéa-B&B Hotels ARK    | Arkéa-B&B Hotels ARK |
| -------------------- | ----------------------- | -------------------- |
| #                    | Cyklist                 | Placering            |
| 41                   | Luca Mozzato (ITA)      | 22.                  |
| 42                   | Vincenzo Albanese (ITA) | 9.                   |
| 43                   | Donavan Grondin (FRA)   | DNF                  |
| 44                   | Mathis Le Berre (FRA)   | 43.                  |
| 45                   | Alan Riou (FRA)         | 108.                 |
| 46                   | Łukasz Owsian (POL)     | DNF                  |
| 47                   | Miles Scotson (AUS)     | 114.                 |

| Astana Qazaqstan Team AST | Astana Qazaqstan Team AST         | Astana Qazaqstan Team AST |
| ------------------------- | --------------------------------- | ------------------------- |
| #                         | Cyklist                           | Placering                 |
| 51                        | Gleb Brussenskiy (KAZ) (landsväg) | 20.                       |
| 52                        | Yevgeniy Fedorov (KAZ)            | 65.                       |
| 53                        | Michele Gazzoli (ITA)             | DNF                       |
| 54                        | Yevgeniy Gidich (KAZ)             | DNF                       |
| 55                        | Rüdiger Selig (GER)               | DNF                       |
| 56                        | Max Kanter (GER)                  | 107.                      |
| 57                        | Gleb Siritsa                      | 53.                       |

| Bahrain Victorious TBV | Bahrain Victorious TBV       | Bahrain Victorious TBV |
| ---------------------- | ---------------------------- | ---------------------- |
| #                      | Cyklist                      | Placering              |
| 61                     | Matej Mohorič (SLO)          | 15.                    |
| 62                     | Alberto Bruttomesso (ITA)    | 92.                    |
| 63                     | Fran Miholjević (CRO)        | DNF                    |
| 64                     | Andrea Pasqualon (ITA)       | 56.                    |
| 65                     | Cameron Scott (AUS)          | DNF                    |
| 66                     | Łukasz Wiśniowski (POL)      | DNF                    |
| 67                     | Fred Wright (GBR) (landsväg) | 21.                    |

| Bora-Hansgrohe BOH | Bora-Hansgrohe BOH     | Bora-Hansgrohe BOH |
| ------------------ | ---------------------- | ------------------ |
| #                  | Cyklist                | Placering          |
| 71                 | Danny van Poppel (NED) | DNF                |
| 72                 | Emil Herzog (GER)      | 49.                |
| 73                 | Nico Denz (GER)        | 46.                |
| 74                 | Luis-Joe Lührs (GER)   | 98.                |
| 75                 | Filip Maciejuk (POL)   | DNF                |
| 76                 | Ryan Mullen (IRL)      | DNF                |
| 77                 | Marco Haller (AUT)     | 27.                |

| Cofidis COF | Cofidis COF                | Cofidis COF |
| ----------- | -------------------------- | ----------- |
| #           | Cyklist                    | Placering   |
| 81          | Aimé De Gendt (BEL)        | 83.         |
| 82          | Alexis Gougeard (FRA)      | DNF         |
| 83          | Nolann Mahoudo (FRA)       | DNF         |
| 84          | Christophe Noppe (BEL)     | DNF         |
| 85          | Alexis Renard (FRA)        | 54.         |
| 86          | Nicolas Debeaumarché (FRA) | DNF         |
| 87          | Axel Zingle (FRA)          | DNF         |

| Decathlon-AG2R La Mondiale DAT | Decathlon-AG2R La Mondiale DAT | Decathlon-AG2R La Mondiale DAT |
| ------------------------------ | ------------------------------ | ------------------------------ |
| #                              | Cyklist                        | Placering                      |
| 91                             | Oliver Naesen (BEL)            | 26.                            |
| 92                             | Edvald Boasson Hagen (NOR)     | 100.                           |
| 93                             | Dries De Bondt (BEL)           | 60.                            |
| 94                             | Sander De Pestel (BEL)         | 18.                            |
| 95                             | Jordan Labrosse (FRA)          | DNF                            |
| 96                             | Valentin Retailleau (FRA)      | DNF                            |
| 97                             | Bastien Tronchon (FRA)         | 67.                            |

| EF Education-EasyPost EFE | EF Education-EasyPost EFE | EF Education-EasyPost EFE |
| ------------------------- | ------------------------- | ------------------------- |
| #                         | Cyklist                   | Placering                 |
| 101                       | Alberto Bettiol (ITA)     | DNF                       |
| 102                       | Stefan Bissegger (SUI)    | 95.                       |
| 103                       | Owain Doull (GBR)         | DNF                       |
| 104                       | Yuhi Todome (JPN)         | DNF                       |
| 105                       | Jack Rootkin-Gray (GBR)   | DNF                       |
| 106                       | Jonas Rutsch (GER)        | 57.                       |
| 107                       | Michael Valgren (DEN)     | 74.                       |

| Groupama-FDJ GFC | Groupama-FDJ GFC                  | Groupama-FDJ GFC |
| ---------------- | --------------------------------- | ---------------- |
| #                | Cyklist                           | Placering        |
| 111              | Stefan Küng (SUI)                 | 16.              |
| 112              | Lewis Askey (GBR)                 | 39.              |
| 113              | Sven Erik Bystrøm (NOR)           | DNF              |
| 114              | Olivier Le Gac (FRA)              | 40.              |
| 115              | Fabian Lienhard (SUI)             | 81.              |
| 116              | Valentin Madouas (FRA) (landsväg) | 44.              |
| 117              | Clément Russo (FRA)               | DNF              |

| Ineos Grenadiers IGD | Ineos Grenadiers IGD              | Ineos Grenadiers IGD |
| -------------------- | --------------------------------- | -------------------- |
| #                    | Cyklist                           | Placering            |
| 121                  | Ben Turner (GBR)                  | 82.                  |
| 122                  | Jhonatan Narváez (ECU) (landsväg) | 6.                   |
| 123                  | Luke Rowe (GBR)                   | DNF                  |
| 124                  | Magnus Sheffield (USA)            | 36.                  |
| 125                  | Ben Swift (GBR)                   | 94.                  |
| 126                  | Connor Swift (GBR)                | 42.                  |
| 127                  | Elia Viviani (ITA)                | DNF                  |

| Lidl-Trek LTK | Lidl-Trek LTK                  | Lidl-Trek LTK |
| ------------- | ------------------------------ | ------------- |
| #             | Cyklist                        | Placering     |
| 131           | Mads Pedersen (DEN)            | 11.           |
| 132           | Ryan Gibbons (RSA) (landsväg)  | 111.          |
| 133           | Alex Kirsch (LUX) (landsväg)   | 10.           |
| 134           | Jasper Stuyven (BEL)           | 2.            |
| 135           | Mathias Vacek (CZE) (landsväg) | 68.           |
| 136           | Otto Vergaerde (BEL)           | DNF           |
| 137           | Toms Skujiņš (LAT)             | 8.            |

| Movistar Team MOV | Movistar Team MOV             | Movistar Team MOV |
| ----------------- | ----------------------------- | ----------------- |
| #                 | Cyklist                       | Placering         |
| 141               | Oier Lazkano (ESP) (landsväg) | 14.               |
| 142               | Carlos Canal (ESP)            | 91.               |
| 143               | Rémi Cavagna (FRA)            | 48.               |
| 144               | Johan Jacobs (SUI)            | 34.               |
| 145               | Mathias Norsgaard (DEN)       | 87.               |
| 146               | Lorenzo Milesi (ITA)          | 45.               |
| 147               | Iván Romeo (ESP)              | DNF               |

| Team dsm-firmenich PostNL DFP | Team dsm-firmenich PostNL DFP | Team dsm-firmenich PostNL DFP |
| ----------------------------- | ----------------------------- | ----------------------------- |
| #                             | Cyklist                       | Placering                     |
| 151                           | Patrick Eddy (AUS)            | 102.                          |
| 152                           | Alexander Edmondson (AUS)     | DNF                           |
| 153                           | Enzo Leijnse (NED)            | DNF                           |
| 154                           | Niklas Märkl (GER)            | 51.                           |
| 155                           | Tobias Lund Andresen (DEN)    | DNF                           |
| 156                           | Timo Roosen (NED)             | DNF                           |
| 157                           | Julius van den Berg (NED)     | DNF                           |

| Team Jayco AlUla JAY | Team Jayco AlUla JAY        | Team Jayco AlUla JAY |
| -------------------- | --------------------------- | -------------------- |
| #                    | Cyklist                     | Placering            |
| 161                  | Michael Matthews (AUS)      | DNF                  |
| 162                  | Luke Durbridge (AUS)        | 73.                  |
| 163                  | Max Walscheid (GER)         | 55.                  |
| 164                  | Amund Grøndahl Jansen (NOR) | DNF                  |
| 165                  | Kelland O'Brien (AUS)       | 71.                  |
| 166                  | Blake Quick (AUS)           | DNF                  |
| 167                  | Elmar Reinders (NED)        | 105.                 |

| UAE Team Emirates UAD | UAE Team Emirates UAD         | UAE Team Emirates UAD |
| --------------------- | ----------------------------- | --------------------- |
| #                     | Cyklist                       | Placering             |
| 171                   | Tim Wellens (BEL)             | 4.                    |
| 172                   | Ivo Oliveira (POR) (landsväg) | 79.                   |
| 173                   | Mikkel Bjerg (DEN)            | 31.                   |
| 174                   | António Morgado (POR)         | 75.                   |
| 175                   | Marc Hirschi (SUI) (landsväg) | DNF                   |
| 176                   | Nils Politt (GER)             | 7.                    |
| 177                   | Michael Vink (NZL)            | DNF                   |

| Lotto Dstny LTD | Lotto Dstny LTD          | Lotto Dstny LTD |
| --------------- | ------------------------ | --------------- |
| #               | Cyklist                  | Placering       |
| 181             | Arnaud De Lie (BEL)      | 52.             |
| 182             | Victor Campenaerts (BEL) | 41.             |
| 183             | Jasper De Buyst (BEL)    | 86.             |
| 184             | Pascal Eenkhoorn (NED)   | 85.             |
| 185             | Jacopo Guarnieri (ITA)   | DNF             |
| 186             | Sébastien Grignard (BEL) | 76.             |
| 187             | Brent Van Moer (BEL)     | 13.             |

| Israel-Premier Tech IPT | Israel-Premier Tech IPT | Israel-Premier Tech IPT |
| ----------------------- | ----------------------- | ----------------------- |
| #                       | Cyklist                 | Placering               |
| 191                     | Jakob Fuglsang (DEN)    | DNF                     |
| 192                     | Guillaume Boivin (CAN)  | DNF                     |
| 193                     | Hugo Houle (CAN)        | 80.                     |
| 194                     | Krists Neilands (LAT)   | 17.                     |
| 195                     | Riley Sheehan (USA)     | 23.                     |
| 196                     | Nadav Raisberg (ISR)    | 64.                     |
| 197                     | Tom Van Asbroeck (BEL)  | 25.                     |

| Q36.5 Pro Cycling Team Q36 | Q36.5 Pro Cycling Team Q36 | Q36.5 Pro Cycling Team Q36 |
| -------------------------- | -------------------------- | -------------------------- |
| #                          | Cyklist                    | Placering                  |
| 201                        | Fabio Christen (SUI)       | 59.                        |
| 202                        | Tobias Ludvigsson (SWE)    | 93.                        |
| 203                        | Kamil Małecki (POL)        | 62.                        |
| 204                        | Nicolò Parisini (ITA)      | 30.                        |
| 205                        | Jannik Steimle (GER)       | 47.                        |
| 206                        | Cyrus Monk (AUS)           | DNF                        |
| 207                        | Szymon Sajnok (POL)        | DNF                        |

| Tudor Pro Cycling Team TUD | Tudor Pro Cycling Team TUD     | Tudor Pro Cycling Team TUD |
| -------------------------- | ------------------------------ | -------------------------- |
| #                          | Cyklist                        | Placering                  |
| 211                        | Matteo Trentin (ITA)           | 24.                        |
| 212                        | Alexander Krieger (GER)        | DNF                        |
| 213                        | Nils Brun (SUI)                | 109.                       |
| 214                        | Sebastian Kolze Changizi (DEN) | 117.                       |
| 215                        | Jacob Eriksson (SWE)           | 116.                       |
| 216                        | Marius Mayrhofer (GER)         | 32.                        |
| 217                        | Rick Pluimers (NED)            | 70.                        |

| Uno-X Mobility UXM | Uno-X Mobility UXM         | Uno-X Mobility UXM |
| ------------------ | -------------------------- | ------------------ |
| #                  | Cyklist                    | Placering          |
| 221                | Rasmus Fossum Tiller (NOR) | 38.                |
| 222                | Jonas Abrahamsen (NOR)     | 12.                |
| 223                | Louis Bendixen (DEN)       | DNF                |
| 224                | Markus Hoelgaard (NOR)     | 28.                |
| 225                | Niklas Larsen (DEN)        | DNF                |
| 226                | William Blume Levy (DEN)   | 61.                |
| 227                | Rasmus Bøgh Wallin (DEN)   | DNF                |

| Team Flanders-Baloise TFB | Team Flanders-Baloise TFB | Team Flanders-Baloise TFB |
| ------------------------- | ------------------------- | ------------------------- |
| #                         | Cyklist                   | Placering                 |
| 231                       | Kamiel Bonneu (BEL)       | 115.                      |
| 232                       | Toon Clynhens (BEL)       | DNF                       |
| 233                       | Lars Craps (BEL)          | 101.                      |
| 234                       | Jasper Dejaegher (BEL)    | DNF                       |
| 235                       | Elias Maris (BEL)         | 90.                       |
| 236                       | Dylan Vandenstorme (BEL)  | 104.                      |
| 237                       | Victor Vercouillie (BEL)  | DNF                       |

| Bingoal WB BWB | Bingoal WB BWB            | Bingoal WB BWB |
| -------------- | ------------------------- | -------------- |
| #              | Cyklist                   | Placering      |
| 241            | Luca Van Boven (BEL)      | 72.            |
| 242            | Ceriel Desal (BEL)        | 58.            |
| 243            | Luca De Meester (BEL)     | 97.            |
| 244            | Aaron Van Der Beken (BEL) | 69.            |
| 245            | Jelle Vermoote (BEL)      | DNF            |
| 246            | Kenneth Van Rooy (BEL)    | 99.            |
| 247            | Dimitri Peyskens (BEL)    | DNF            |

Förklaringar
DNF = Fullföljde inte, OTL = Utanför tidsgränsen, DNS = Startade inte, DSQ = Diskvalificerad